# Marija z detetom (Duccio)
Marija z detetom je slika, ki jo je naslikal eden najvplivnejših umetnikov s konca 13. in začetka 14. stoletja Duccio di Buoninsegna. Ta ikonična podoba Marije z otrokom, ki jo vidimo skozi zgodovino zahodne umetnosti, ima pomembno vrednost v smislu slogovnih novosti religiozne tematike, ki se bodo razvijale stoletja.

## Opis in vpliv
Ducciova Marija z detetom ali Stocletova Madona je bila v preteklem stoletju splošno priznana kot Ducciovo delo in znanstvenikom dostopna le pol stoletja. Če primerjamo kompaktno velikost tega dela velikosti 27,9 x 21 cm z večjimi, slavnejšimi oltarji in velikimi freskami, je Marija z detetom razumljena kot intimna, posvečena podoba. Nekateri izzivi tega razumevanja prihajajo iz zažganih robov na dnu prvotnega okvirja, ki so jih povzročile goreče sveče, ki bi verjetno stale tik pod njo. Če pogledamo mimo nenadne preprostosti slike, lahko začnemo razumeti spremembe, ki jih je Duccio uporabljal pri upodabljanju verskih osebnosti v slikarstvu v začetku 14. stoletja. Duccio je sledil drugim inovativnim italijanskim umetnikom tistega časa, kot je Giotto, oba sta si prizadevala preseči povsem ikonični bizantinski kanon in skušala ustvariti bolj oprijemljivo povezavo med gledalcem in predmeti na sliki. Na primer, parapet, ki je na dnu slike, deluje kot vizualna vaba za gledalca, da pogleda mimo in v trenutek, ujet med Devico in otrokom Jezusom. Hkrati parapet deluje tudi kot ovira med ljudskim svetom in svetim.

## Estetski vpliv
Prevladujejo številni drugi elementi Ducciovega zanimanja za humanizem, ki jih lahko opazimo v nežno oblečeni obleki, ki jo je nosila Marija in pri Jezusu in posegu njegove roke do nekoliko ostrega pogleda Device, ko pričakuje Kristusovo prihodnost, svetle barve na oblačilih in drobnih detajlih, najdenih na notranjem sloju devičine tančice. Prav te posebne lastnosti bi oblikovale senzibilnost poznejšega sienskega slikarstva in Ducciovi Mariji z detetom dajejo tako vredno pozornost in verodostojnost v zgodovini umetnosti. Na tej sliki najdemo še druge podrobnosti, ki ostajajo v bizantinski tradiciji in so značilne za zgodnejša Ducciova dela, medtem ko bolj inovativne lastnosti sčasoma napredujejo. Podrobnosti na zlati podlagi so majhne in jih je težko opaziti na daleč, dodajo pa pomemben element ikoničnosti sliki. Za haloje in obrobe so bili uporabljeni luknjani modeli, vsi pa so bili ročno vpisani.

## Zgodovina lastništva
Marija z detetom ima pet stoletij skrivnostno zgodovino. Številna vprašanja o tej brezčasni podobi ostajajo neodgovorjena glede tega, od kod in koga je prišla pred sredino 19. stoletja, kar pravzaprav ni nič nenavadnega za slike duecenta in trecenta. Leta 1904 je bila slika razstavljena na razstavi Mostra d’arte antica senese, na razstavi v Palazzo Pubblico v Sieni. Prvi znani lastnik slike jo je prinesel organizatorjem razstave, ki so omogočili njeno razstavo. Znano je, da je ta oseba grof Gregori Stroganoff (1829–1910), ki je imel Duccia v svoji zbirki umetniških del vseh disciplin. Ni znanih zapisov o tem, kdo je bil in kje bila Ducciova Marija z detetom pridržana do Stroganoffa.
Umetnostna zgodovinarka Mary Logan Berenson v svojem pregledu sienske razstave Mostra d'art iz leta 1904 meni, da je to delo med Ducciovimi »najbolj popolnimi« deli, zato ni presenetljivo, da je slika povzročila strahopeten odziv gledalcev razstave, zlasti tistih iz umetnostne in umetnostnozgodovinske arene. Po Stroganoffovi smrti leta 1910 se je Duccio pridružil zboru del, ki jih je zbral Adolphe Stoclet (1871–1949), od tod tudi drugo ime slike, Stocletova Madona. Stoclet je razumel, da je s svojo umetniško zbirko skrbno ravnal in jo držal v najbolj idealnih okoljih, da bi ohranil njene edinstvene in večkrat krhke lastnosti. Duccio je bil prikazan na nekaj razstavah v letih 1930 in 1935 ter izbranim, omejenim gostom Stocleta pri njem doma.
Po smrti Stocleta in njegove žene leta 1949 so njuni otroci podedovali Ducciovo Marijo z detetom skupaj z ostalimi zbranimi deli. Čeprav je bilo želeno umetniško delo zanimivo za strokovnjake, do njega niso mogli dostopati, razen prek fotografij, ki na srečo dokumentirajo starost slike in njen postopek obnove. Fotografije, preden je bila obnovljena, in kasneje manjša retuša, na tem, kar zdaj vidimo, vse razkrivajo preteklost in resnični vtis prvotne slike iz leta 1300. Sliko je jeseni 2004 vznemirljivo pridobil Metropolitanski muzej umetnosti za približno 45 milijonov USD. To je zelo dragocena pridobitev ne le zaradi estetskega pomena v smislu zgodovine umetnosti, ampak tudi zato, ker je na svetu znanih le 13 Ducciovih slik.

## Polemike
Raziskovalci razpravljajo o tem, katera je najbolj natančna kronologija Ducciove Marije z detetom. Obstaja več kot 20 let, ko znanstveniki niso upoštevali Ducciovih del, zaradi česar je vprašljivo, čeprav je bila dokaj zanesljiva ocena Marije z detetom narejena okoli leta 1300. Zaradi dejstva, da so nekatere lastnosti slike bizantinske, na primer ovalna oblika Devičinega obraza in njen elegantno dolg nos, pa tudi narava otroka Jezusa kot 'miniaturni odrasel', ni soglasja, kdaj je bila slika narejena. Seveda pa je na sliki veliko inovativnih elementov, ki jo ustrezno poravnajo v času, ki je zdaj priznan kot najbolj natančen. Skupaj s humanističnimi lastnostmi med Marijo in detetom ter elegantno draperijo je marmornat parapet pomemben detajl namenov slike in služi kot vizualno povabilo, ki gledalca spodbuja, da se čustveno bolj vključi v podobo. Ta ideja se bo nadaljevala v nešteto slikah, ki nastajajo za tem delom.

## Pripis
Pokojni James Beck, profesor umetnostne zgodovine na univerzi Columbia v New Yorku, je menil, da je Ducciova Marija z detetom, ki jo je Met datirala v leto 1300, delo umetnika ali ponarejevalca iz 19. stoletja, ki temelji na slogovnih podobnostih. Izpostavil je nizko kakovost slike in vsebinske elemente, za katere trdi, da se še niso pojavljali v umetniških delih tistega obdobja. Profesor Beck je dejal: »Prosimo vas, da verjamemo, da skromna majhna slika predstavlja skok v prihodnost zahodnega slikarstva z vzpostavljanjem plana pred Marijo z detetom. Ta značilnost, značilna za renesančne in ne srednjeveške slike, se pojavlja le sto let po domnevnem datumu slike ....« Beckovi sklepi so bili objavljeni leta 2007 v njegovi knjigi Od Duccia do Raphaela: Connoisseurship in Crisis, v kateri izpodbija tudi pripisovanje Rafaelove slike  Madona z nageljni v londonski Narodni galeriji.
Keith Christiansen, kustos evropskih slik za Met, se ne strinja z Beckovo trditvijo. Christiansen je opozoril, da je muzej poleg slogovne analize slike v povezavi z drugimi znanimi slikarjevimi deli temeljito pregledal sliko, vključno z zgradbo lesene table, podrisom slike in sestavo pigmenta in ugotovil, da so skladni s pripisom Ducciu in datum okoli leta 1300. Christiansen je dejal: »Kar vsi drugi vidijo kot znak kakovosti in inovativnosti, Beck vidi kot slabost. Nobenega razloga ni, da bi dvomili v obdobje in verodostojnost slike.«